# Unione Sportiva Cremonese 2017-2018
Questa voce raccoglie le informazioni riguardanti l'Unione Sportiva Cremonese nelle competizioni ufficiali della stagione 2017-2018.

## Stagione
Nella stagione 2017-2018 la neopromossa Cremonese disputa il campionato di Serie B, raccoglie 48 punti con il 14º posto finale. Allenata dal confermato Attilio Tesser la squadra grigiorossa parte bene, nel girone di andata ottiene 32 punti in sesta posizione. Poi ha un calo vistoso e viene risucchiata nelle zone pericolose, né fa le spese il tecnico, che vene sostituito da Andrea Mandorlini che riesce a chiudere il torneo due punti sopra i Play-out. Con 6 reti due giocatori cremonesi Antonio Piccolo ed il centrocampista Michele Cavion. Nella Coppa Italia Tim Cup la Cremonese supera il secondo turno vincendo (0-1) a Chiavari contro l'Entella, poi nel terzo turno esce dal torneo sconfitta (2-1) a Bari.

## Divise e sponsor
Il fornitore tecnico, per la stagione 2017-2018, è Garman. Lo sponsor di maglia è Iltainox (in trasferta Arinox).
Il 5 settembre viene presentato il co-sponsor Università di Pavia che compare in alto a destra.
| Casa | Trasferta | Terza divisa | Christmas Match |

## Rosa
| N. |                         | Ruolo | Calciatore                  |
| -- | ----------------------- | ----- | --------------------------- |
| 1  | Italia (bandiera)       | P     | Nicola Ravaglia             |
| 2  | Italia (bandiera)       | D     | Matteo Procopio             |
| 3  | Brasile (bandiera)      | D     | Claiton                     |
| 4  | Italia (bandiera)       | D     | Simone Salviato             |
| 4  | Italia (bandiera)       | C     | Giovanni Sbrissa            |
| 5  | Italia (bandiera)       | C     | Daniele Croce               |
| 6  | Italia (bandiera)       | C     | Gaetano Castrovilli         |
| 7  | Italia (bandiera)       | A     | Antonio Piccolo             |
| 8  | Italia (bandiera)       | C     | Michele Cavion              |
| 9  | Italia (bandiera)       | A     | Andrea Brighenti (capitano) |
| 10 | Brasile (bandiera)      | A     | Paulinho                    |
| 11 | Italia (bandiera)       | A     | Francesco Stanco            |
| 11 | Italia (bandiera)       | A     | Gianluca Scamacca           |
| 12 | Italia (bandiera)       | P     | Andrea Rossi                |
| 13 | Italia (bandiera)       | C     | Tommaso Guindani            |
| 14 | RD del Congo (bandiera) | A     | Benjamin Mokulu             |
| 15 | Italia (bandiera)       | D     | Ivan Marconi                |
| 16 | Italia (bandiera)       | P     | Eduardo D'Avino             |
| 18 | Italia (bandiera)       | C     | Simone Pesce                |
| 19 | Italia (bandiera)       | A     | Stefano Scappini            |
| 20 | Italia (bandiera)       | C     | Giampietro Perrulli         |

| N. |                      | Ruolo | Calciatore          |
| -- | -------------------- | ----- | ------------------- |
| 21 | Italia (bandiera)    | D     | Michele Canini      |
| 22 | Italia (bandiera)    | P     | Davide Barosi       |
| 23 | Italia (bandiera)    | C     | Fabio Scarsella     |
| 23 | Italia (bandiera)    | D     | Davide Cinaglia     |
| 24 | Italia (bandiera)    | D     | Filippo Forni       |
| 25 | Italia (bandiera)    | C     | Luca Viola          |
| 26 | Italia (bandiera)    | D     | Riccardo Bignami    |
| 27 | Kosovo (bandiera)    | P     | Samir Ujkani        |
| 28 | Italia (bandiera)    | A     | Tommaso Putzolu     |
| 28 | Italia (bandiera)    | C     | Davide Moro         |
| 29 | Italia (bandiera)    | D     | Alberto Almici      |
| 31 | Rep. Ceca (bandiera) | C     | Roman Macek         |
| 32 | Argentina (bandiera) | A     | Juanito Gómez       |
| 33 | Italia (bandiera)    | D     | Francesco Renzetti  |
| 34 | Italia (bandiera)    | C     | Mariano Arini       |
| 35 | Italia (bandiera)    | C     | Antonio Cinelli     |
| 36 | Italia (bandiera)    | C     | Daniele Galloppa    |
| 38 | Italia (bandiera)    | D     | Federico Bertolotti |
| 39 | Italia (bandiera)    | C     | Manuel Poledri      |
| 40 | Spagna (bandiera)    | D     | Pol García          |

## Calciomercato

### Sessione estiva(dal 01/07 al 31/08)
| Acquisti | Acquisti            | Acquisti   | Acquisti                         |
| R.       | Nome                | a          | Modalità                         |
| -------- | ------------------- | ---------- | -------------------------------- |
| P        | Samir Ujkani        | Genoa      | definitivo                       |
| D        | Alberto Almici      | Atalanta   | prestito con opzione di riscatto |
| D        | Claiton             | Crotone    | definitivo                       |
| D        | Pol García          | Juventus   | prestito                         |
| D        | Francesco Renzetti  | Genoa      | prestito con obbligo di riscatto |
| C        | Mariano Arini       | SPAL       | definitivo                       |
| C        | Gaetano Castrovilli | Fiorentina | prestito                         |
| C        | Antonio Cinelli     | Chievo     | prestito                         |
| C        | Daniele Croce       | Empoli     | definitivo                       |
| C        | Daniele Galloppa    | Carrarese  | fine prestito                    |
| C        | Gregorio Luperini   | Pistoiese  | fine prestito                    |
| C        | Roman Macek         | Juventus   | prestito                         |
| A        | Abed Haouhache      | Mantova    | fine prestito                    |
| A        | Benjamin Mokulu     | Avellino   | prestito con opzione di riscatto |
| A        | Paulinho            | Al-Arabi   | definitivo                       |
| A        | Antonio Piccolo     | Spezia     | definitivo                       |

| Cessioni | Cessioni            | Cessioni  | Cessioni      |
| R.       | Nome                | a         | Modalità      |
| -------- | ------------------- | --------- | ------------- |
| D        | Alessandro Bastrini | Reggiana  | prestito      |
| D        | Giuseppe Gemiti     |           | svincolato    |
| D        | Stefano Lucchini    |           | fine carriera |
| D        | Jan Polák           | Casertana | definitivo    |
| C        | Filippo Porcari     | Triestina | prestito      |
| C        | Luca Belingheri     | Padova    | definitivo    |
| A        | Pasquale Maiorino   | Livorno   | definitivo    |

### Trasferimenti dopo la sessione estiva
| Acquisti | Acquisti         | Acquisti | Acquisti   |
| R.       | Nome             | da       | Modalità   |
| -------- | ---------------- | -------- | ---------- |
| A        | Juan Gómez Taleb |          | svincolato |

### Sessione invernale(dal 03/01 al 31/01)
| Acquisti | Acquisti          | Acquisti | Acquisti      |
| R.       | Nome              | da       | Modalità      |
| -------- | ----------------- | -------- | ------------- |
| D        | Davide Cinaglia   | Ascoli   | definitivo    |
| D        | Stefan Bajic      | Trapani  | fine prestito |
| D        | Sedrick Kalombo   | Gubbio   | definitivo    |
| C        | Giovanni Sbrissa  | Sassuolo | prestito      |
| A        | Gianluca Scamacca | Sassuolo | prestito      |

| Cessioni | Cessioni         | Cessioni         | Cessioni   |
| R.       | Nome             | a                | Modalità   |
| -------- | ---------------- | ---------------- | ---------- |
| D        | Simone Salviato  | Padova           | definitivo |
| D        | Stefan Bajic     | Triestina        | prestito   |
| C        | Fabio Scarsella  | Trapani          | prestito   |
| C        | Davide Moro      | Audace Cerignola | definitivo |
| A        | Francesco Stanco | Sambenedettese   | definitivo |

## Risultati

### Serie B

#### Girone di andata
| Arbitro: | Abbattista (Molfetta) |

|                   |           |  |
| Calaiò 40’ (rig.) | Marcatori |  |

| Arbitro: | Ghersini (Genova) |

|                                                 |           |              |
| Rizzato 20’ (aut.) Mokulu 32’ Castrovilli 90+3’ | Marcatori | 22’ Morosini |

| Arbitro: | Pillitteri (Palermo) |

|                    |           |                                                 |
| Firenze 88’ (aut.) | Marcatori | 8’ Pesce 38’ A. Brighenti 81’ Cavion 90’ Mokulu |

| Arbitro: | Giua (Olbia) |

|                 |           |             |
| A. Brighenti 1’ | Marcatori | 34’ Mbakogu |

| Arbitro: | Di Paolo (Avezzano) |

|             |           |  |
| Improta 72’ | Marcatori |  |

| Cremona 23 settembre 2017, ore 15:00 CEST 6ª giornata | Cremonese       | 0 – 0 referto | Pescara | Stadio Giovanni Zini (6 628 spett.)\| Arbitro: \| Fourneau (Roma) \| |
| Arbitro:                                              | Fourneau (Roma) |               |         |                                                                      |

| Frosinone 2 ottobre 2017, ore 20:30 CEST 7ª giornata | Frosinone       | 0 – 0 referto | Cremonese | Stadio Benito Stirpe (13 001 spett.)\| Arbitro: \| Chiffi (Padova) \| |
| Arbitro:                                             | Chiffi (Padova) |               |           |                                                                       |

| Arbitro: | Illuzzi (Molfetta) |

|                                           |           |                                           |
| Piccolo 9’ (rig.) Scappini 70’ Mokulu 88’ | Marcatori | 42’ Carretta 45’ Signorini 45+2’ Albadoro |

| Arbitro: | Minelli (Varese) |

|               |           |                          |
| Arrighini 81’ | Marcatori | 48’ Claiton 90+6’ Cavion |

| Arbitro: | Pillitteri (Palermo) |

|                         |           |  |
| Piccolo 38’ Claiton 70’ | Marcatori |  |

| Arbitro: | Baroni (Firenze) |

|           |           |              |
| Eramo 57’ | Marcatori | 35’ Paulinho |

| Arbitro: | Di Martino (Teramo) |

|                                           |           |                                 |
| Zanon 30’ (aut.) Paulinho 72’, 86’ (rig.) | Marcatori | 22’ Dossena 48’, 80’ Di Carmine |

| Arbitro: | Ghersini (Genova) |

|                         |           |                                         |
| Coletti 35’ Beretta 38’ | Marcatori | 40’ A. Brighenti 45’ Mokulu 56’ Piccolo |

| Arbitro: | Abbattista (Molfetta) |

|             |           |                         |
| Claiton 21’ | Marcatori | 23’ Rispoli 52’ Chochev |

| Arbitro: | Chiffi (Padova) |

|              |           |           |
| M. Ricci 33’ | Marcatori | 71’ Arini |

| Ascoli Piceno 25 novembre 2017 16ª giornata | Ascoli              | 0 – 0 referto | Cremonese | Stadio Cino e Lillo Del Duca (5 024 spett.)\| Arbitro: \| Di Paolo (Avezzano) \| |
| Arbitro:                                    | Di Paolo (Avezzano) |               |           |                                                                                  |

| Arbitro: | Piscopo (Imperia) |

|              |           |  |
| Paulinho 87’ | Marcatori |  |

| Arbitro: | Fourneau (Roma) |

|                      |           |              |
| Claiton 90+4’ (aut.) | Marcatori | 42’ Scappini |

| Arbitro: | Pezzuto (Lecce) |

|                  |           |                |
| A. Brighenti 69’ | Marcatori | 34’ Donnarumma |

| Arbitro: | La Penna (Roma) |

|           |           |            |
| Moreo 71’ | Marcatori | 60’ Cavion |

| Arbitro: | Martinelli (Roma) |

|              |           |  |
| Paulinho 77’ | Marcatori |  |

#### Girone di ritorno
| Arbitro: | Nasca (Bari) |

|            |           |  |
| Cavion 89’ | Marcatori |  |

| Avellino 27 gennaio 2018 23ª giornata | Avellino            | 0 – 0 referto | Cremonese | Stadio Partenio-Adriano Lombardi (3 424 spett.)\| Arbitro: \| Di Paolo (Avezzano) \| |
| Arbitro:                              | Di Paolo (Avezzano) |               |           |                                                                                      |

| Arbitro: | Pillitteri (Palermo) |

|                           |           |                                |
| Scappini 16’ Cavion 90+3’ | Marcatori | 36’ Castiglia 52’, 66’ Germano |

| Arbitro: | Piscopo (Imperia) |

|                |           |              |
| Melchiorri 71’ | Marcatori | 32’ Scappini |

| Arbitro: | Aureliano (Bologna) |

|  |           |            |
|  | Marcatori | 64’ D'Elia |

| Pescara 24 febbraio 2018 27ª giornata | Pescara          | 0 – 0 referto | Cremonese | Stadio Adriatico-Giovanni Cornacchia (6 277 spett.)\| Arbitro: \| Baroni (Firenze) \| |
| Arbitro:                              | Baroni (Firenze) |               |           |                                                                                       |

| Arbitro: | Piccinini (Forlì) |

|                                        |           |                                 |
| Scappini 20’ (rig.) Piccolo 32’ (rig.) | Marcatori | 66’ D. Ciofani 74’ (rig.) Ciano |

| Arbitro: | Di Martino (Teramo) |

|                            |           |            |
| A. Montalto 6’ Defendi 42’ | Marcatori | 68’ Cavion |

| Arbitro: | Sacchi (Macerata) |

|                     |           |          |
| J. Gómez 35’ (rig.) | Marcatori | 52’ Iori |

| Arbitro: | Rapuano (Rimini) |

|                 |           |             |
| Gastaldello 79’ | Marcatori | 19’ Piccolo |

| Arbitro: | Illuzzi (Molfetta) |

|  |           |          |
|  | Marcatori | 9’ Gatto |

| Arbitro: | Pinzani (Empoli) |

|           |           |  |
| Cerri 69’ | Marcatori |  |

| Arbitro: | Giua (Olbia) |

|  |           |                                                |
|  | Marcatori | 32’ Kragl 34’ Mazzeo 43’ Nicastro 61’ Zambelli |

| Arbitro: | La Penna (Roma) |

|              |           |              |
| Coronado 61’ | Marcatori | 83’ Scamacca |

| Arbitro: | Balice (Termoli) |

|            |           |            |
| Canini 33’ | Marcatori | 29’ Minala |

| Arbitro: | Marinelli (Tivoli) |

|           |           |                     |
| Camará 8’ | Marcatori | 14’, 51’ Monachello |

| Arbitro: | Ros (Pordenone) |

|              |           |  |
| Maggiore 87’ | Marcatori |  |

| Arbitro: | Abbattista (Molfetta) |

|             |           |             |
| Claiton 68’ | Marcatori | 52’ Macheda |

| Arbitro: | Serra (Torino) |

|                       |           |           |
| Donnarumma 73’ (rig.) | Marcatori | 69’ Arini |

| Arbitro: | Pinzani (Empoli) |

|                                                                       |           |                      |
| Modolo 2’ (aut.) Piccolo 50’ (rig.) Pesce 79’ Arini 90+4’ Macek 90+5’ | Marcatori | 45+1’ (rig.) Litteri |

| Arbitro: | Giua (Olbia) |

|            |           |  |
| Kupisz 68’ | Marcatori |  |

### Coppa Italia
| Arbitro: | La Penna (Roma) |

|  |           |             |
|  | Marcatori | 45+1’ Pesce |

| Arbitro: | Maresca (Napoli) |

|                      |           |                 |
| Salzano 29’ Nenê 41’ | Marcatori | 8’ A. Brighenti |

## Statistiche

### Statistiche di squadra
| Competizione | Punti | In casa | In casa | In casa | In casa | In casa | In casa | In trasferta | In trasferta | In trasferta | In trasferta | In trasferta | In trasferta | Totale | Totale | Totale | Totale | Totale | Totale | D.R. |
| Competizione | Punti | G       | V       | N       | P       | GF      | GS      | G            | V            | N            | P            | GF           | GS           | G      | V      | N      | P      | GF     | GS     | D.R. |
| ------------ | ----- | ------- | ------- | ------- | ------- | ------- | ------- | ------------ | ------------ | ------------ | ------------ | ------------ | ------------ | ------ | ------ | ------ | ------ | ------ | ------ | ---- |
| Serie B      | 48    | 21      | 6       | 9       | 6       | 31      | 28      | 21           | 3            | 12           | 6            | 18           | 19           | 42     | 9      | 21     | 12     | 48     | 47     | +1   |
| Coppa Italia | -     | 0       | 0       | 0       | 0       | 0       | 0       | 2            | 1            | 0            | 1            | 2            | 2            | 2      | 1      | 0      | 1      | 2      | 2      | 0    |
| Totale       | 48    | 21      | 6       | 9       | 6       | 31      | 28      | 23           | 4            | 12           | 7            | 20           | 21           | 44     | 10     | 21     | 13     | 50     | 49     | +1   |

### Andamento in campionato
| Giornata  | 1  | 2 | 3 | 4 | 5 | 6 | 7 | 8 | 9 | 10 | 11 | 12 | 13 | 14 | 15 | 16 | 17 | 18 | 19 | 20 | 21 | 22 | 23 | 24 | 25 | 26 | 27 | 28 | 29 | 30 | 31 | 32 | 33 | 34 | 35 | 36 | 37 | 38 | 39 | 40 | 41 | 42 |
| --------- | -- | - | - | - | - | - | - | - | - | -- | -- | -- | -- | -- | -- | -- | -- | -- | -- | -- | -- | -- | -- | -- | -- | -- | -- | -- | -- | -- | -- | -- | -- | -- | -- | -- | -- | -- | -- | -- | -- | -- |
| Luogo     | T  | C | T | C | T | C | T | C | T | C  | T  | C  | T  | C  | T  | C  | T  | C  | T  | C  | T  | C  | T  | C  | T  | C  | T  | C  | T  | C  | T  | C  | T  | C  | T  | C  | T  | C  | T  | C  | T  | C  |
| Risultato | P  | V | V | N | P | N | N | N | V | V  | N  | N  | V  | P  | N  | N  | V  | N  | N  | N  | V  | V  | N  | P  | N  | P  | N  | N  | P  | N  | N  | P  | P  | P  | N  | N  | P  | P  | N  | N  | V  | P  |
| Posizione | 16 | 9 | 4 | 5 | 7 | 7 | 7 | 7 | 7 | 7  | 7  | 7  | 7  | 6  | 6  | 6  | 5  | 5  | 6  | 6  | 6  | 7  | 7  | 8  | 8  | 8  | 8  | 9  | 9  | 9  | 10 | 10 | 10 | 13 | 13 | 13 | 13 | 13 | 14 | 16 | 13 | 16 |

Legenda:

Luogo: C = Casa; T = Trasferta. Risultato: V = Vittoria; N = Pareggio; P = Sconfitta.

## Primavera
La formazione Primavera della Cremonese disputa il Campionato Primavera 2 (Girone A).